# 森蘊
森 蘊（もり おさむ、1905年8月8日 - 1988年12月14日）は、日本庭園の研究者、作庭家。庭園研究家。『作庭記』など古文献の研究と、桂離宮や修学院離宮など多くの日本庭園における実地測量や発掘調査を組み合わせて、研究や庭園の復元整備に取り組んだ。旧大乗院庭園にかかる朱塗りの反橋、日本最古の人工滝である法金剛院の青女瀧などは、森が時代考証や現地調査を経て復元した。法華寺「仔犬の庭」や慈光院の新書院庭園など、古風な作庭も自ら手掛けた。

## 略歴
東京府北多摩郡立川村（現・東京都立川市）生まれ。1932年に東京帝国大学農学部農学科を卒業。在学中は、田村剛の造園学の講義を聴き造園研究の道に進むことを決める。工学部建築学科では、藤島亥治郎(日本・西洋建築史)、伊東忠太（東洋建築史）、関野貞（朝鮮建築史）、塚本靖（工芸史）などの講義を聴き、建築史への素養を養った。卒業後には大学院に入り、1933年に内務省に入省して国立公園の調査にあたる。1938年には、建築史研究会に入会。1952年、奈良国立文化財研究所に入所、のちに、建造物研究室長。1953年、「桂離宮の研究」で東京工業大学工学博士。 
東京工業大学講師、文化財保護委員会技官、文化庁文化財保護審査会委員などを歴任した。
奈良国立文化財研究所に遺されていた図面、スケッチ、原稿、メモなどが2019年に目録『森蘊 旧蔵資料』として整理・公開され、2021年に平城宮跡資料館で展示された。

## 著書
- 『平安時代庭園の研究』桑名文星堂 1945年
- 『ぼくらの住居』東京堂 1949年
- 『家のはなし』小学生文庫（小峰書店） 1950年
- 『美しい庭園 鑑賞と造庭』創元叢書（創元社） 1950年
- 『桂離宮』創元叢書 1951年
- 『生活の歴史』さ・え・ら書房／ぼくたちの研究室 1951年
- 『修学院離宮の復原的研究』（奈良国立文化財研究所学報）養徳社 1954年
- 『桂離宮の研究』東都文化出版 1955年
- 『修学院離宮』創元選書 1955年
- 『日本の庭園』創元選書 1957年
- 『中世庭園文化史』奈良国立文化財研究所学報 1959年
- 『日本の庭 作者・流派・作風』恒成一訓写真 朝日新聞社 1960年
- 『寝殿造系庭園の立地的考察』奈良国立文化財研究所学報（養徳社） 1962年
- 『小堀遠州の作事』奈良国立文化財研究所学報（吉川弘文館） 1966年
- 『小堀遠州』（人物叢書）吉川弘文館 1967年
- 『奈良を測る』学生社 1971年
- 『庭ひとすじ』学生社 1973年
- 『小堀遠州』写真:恒成一訓 創元社 1974年
- 『日本の庭園』写真:岩宮武二 集英社 1974年
- 『日本庭園史話』NHKブックス 1981年
- 『「作庭記」の世界』NHKカラーブックス1986年
- 『庭園』日本史小百科（東京堂出版） 1993年

## 共編著
- 『衣食住の話』社会教育連合会編 山辺知行共著 印刷庁 1950年
- 『浄瑠璃寺』小林剛共編 鹿鳴社 1957 年
- 『玉川こども百科 にわ』編 玉川大学出版部編 誠文堂新光社 1958年

## 作庭歴
日本造園学会賞を桂離宮他日本庭園史に関する一連の研究により受賞している研究の傍ら、後に庭園文化研究所を主宰し、古庭園の復元作庭や庭の実作にも手腕を発揮した。その作風は、庭園に隣接する建物との調和を調和を重視し、各所が緻密な時代考証に裏付けられていて、字地内の雰囲気を正しく高揚している。
枯山水など室町時代風が最高峰とされがちだった日本の庭園史理解において、『作庭記』が著された平安時代末期を最初の黄金時代を捉えていた。作庭したいずれの庭にも幽玄な景観をあて、また石組みにも独自の考えを志向。石組みは、石を鳥獣戯画的に動物に見立てる七五三組みを好んでいだといわれる。
- 遍照院庭園（福岡県久留米市寺町、1960年） - 月星化成寄贈、財団法人高山彦九郎史跡顕彰会が管理。
- 唐招提寺「僧坊の庭」移設（奈良市、1969年） - 京都・妙蓮寺の「十六羅漢遊行の庭」を移築。
- 浄瑠璃寺庭園（京都府木津川市）
- 延命寺庭園（大阪府河内長野市）
- 郡山城跡市民文化会館庭園（奈良県大和郡山市） - 古川三盛らと。
- 矢田寺大門坊の一如庵露地（奈良県大和郡山市） - 小山潔が施工。
- 永井家御茶屋「玄禄」の改築とその庭（愛知県豊橋市、1958年）
- 今西家庭園（奈良県橿原市今井町）
- 橿原神宮文華殿庭園（奈良県橿原市久米町）
- 柳生陣屋跡公園整備調査・設計（奈良市柳生町）
- 紫式部公園庭園設計（福井県越前市東千福町）
- 久留米市立荘島小学校坪庭（福岡県久留米市）
- 南宗寺庭園修理復元（大阪府堺市）
- 櫻井寺庭園（奈良県五條市） - 石柱、天誅組本陣跡の石柱揮毫は中村素堂による。
- 海眼寺庭園（京都府福知山市、1969年）
- 大阪万博日本館内日本庭園作庭（大阪府）
- 和歌山城紅葉渓庭園整備基本計画（和歌山市、1969年）